# Cygnus buccinator
El cisne trompetero (Cygnus buccinator) es una especie de ave anseriforme de la familia Anatidae (cisnes, gansos, patos y cercetas).

## Características
El cisne trompetero es la especie más grande del género, con una envergadura alar de unos 3 metros. No hay dimorfismo sexual en el plumaje de los adultos, siendo todo blanco. El peso medio del macho es de 12 kg, alcanzando 12,5 kg como máximo. La hembra es más pequeña, con un peso medio de 9,4 kg. Se diferencia del resto de cisnes blancos por tener el pico negro sin coloración amarilla o anaranjada, además de por su tamaño corporal.

## Reproducción
Las parejas anidan solas, alejadas unas de otras, debido a su carácter agresivo durante la temporada reproductiva. Pone de 3 a 9 huevos. El nido lo realiza con plantas acuáticas, en tierra o en plataformas flotantes que construye en lagos, lagunas y campos con vegetación alta adyacentes. Las aves se reúnen en parejas estables, los cigoñinos comienzan a volar a los 3 o 4 meses.

## Distribución actual
Tiene su área de distribución reproductiva en la región costera del sur de Alaska. Anidan en las islas cercanas a la costa, en algunos casos. Emigran a la provincia de Columbia Británica en Canadá, durante el invierno. Pasa la temporada invernal a lo largo de toda la costa, llegando hasta las Montañas Rocosas. No es muy común más al sur de la isla Vancouver, excepto en el Parque nacional Yellowstone donde hay una colonia permanente. En México se tienen dos registros de colección (1909) para el estado de Tamaulipas y recientemente uno en los alrededores de Guadalajara, Jalisco. Habita en ambientes dulceacuícolas.  En México la NOM-059-SEMARNAT-2010 considera a la especie como probablemente extinta en el medio silvestre; la UICN2019-1 como de preocupación menor.

## Distribución pasada
Era muy común antaño durante los siglos XVIII y XIX, se reproducían en todas las provincias del oeste de Canadá, llegando a la frontera de Ontario con Quebec, y en los estados del norte de los Estados Unidos, desde Washington hasta Indiana. El invierno lo pasaban en las costas del Océano Atlántico, de Carolina del Norte a Nueva Jersey y a lo largo del Río Misisipi llegando al Golfo de México. La caza despiadada redujo las poblaciones de esta especie, dejándola al borde de la extinción. En la actualidad se la considera en vías de recuperación.

## Galería de imágenes

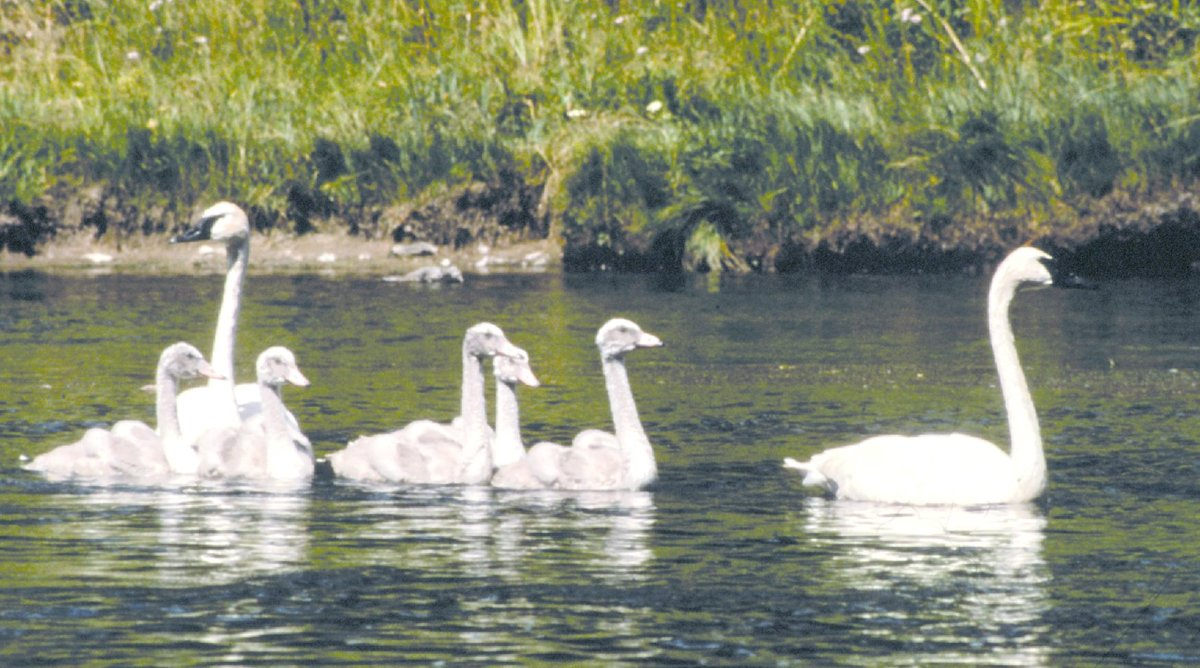
Familia de Cygnus buccinator
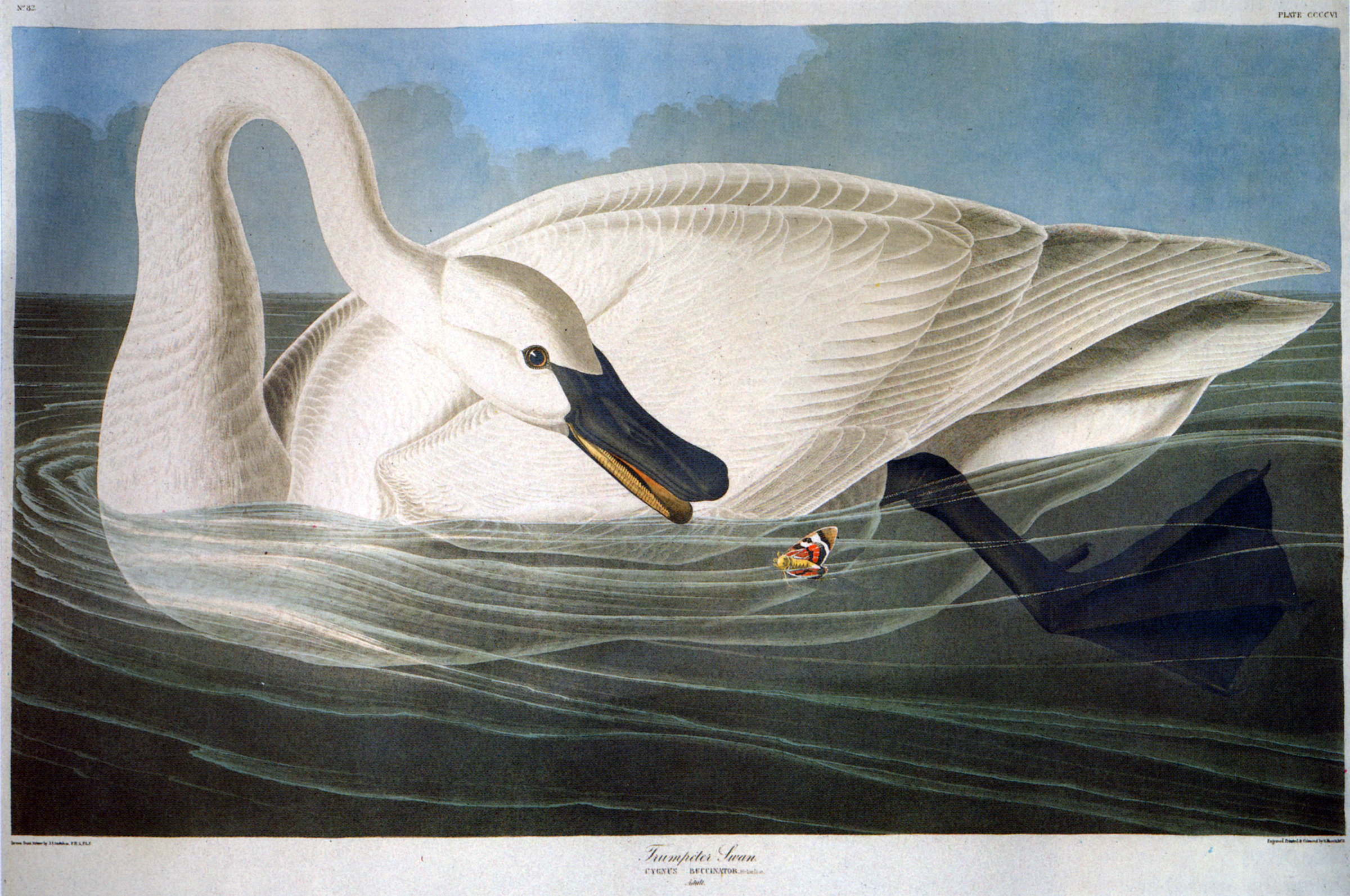
Dibujo de John James Audubon, 1838.